# Veterans Stadium
O Veterans Stadium (apelidado de The Vet) foi um estádio localizado na Philadelphia, Pennsylvania (EUA). Foi a casa do time de baseball da MLB Philadelphia Phillies de 1971 a 2003 e do time de futebol americano da NFL Philadelphia Eagles de 1971 até 2002.
Quando foi inaugurado em 10 de Abril de 1971 (Phillies 4-1 Montreal Expos, com 55.352 torcedores), tinha capacidade para 56.371 em jogos de baseball e 62.000 para jogos de futebol americano. Antes de ser demolido, a capacidade era de 62.306 para o baseball e 65.386 para o futebol americano.
Recebeu três vezes World Series (1980 (com a vitória do Phillies), 1983 e 1993), e recebeu o All-star game da MLB de 1976 e 1996.
O último jogo foi realiado em 28 de Setembro de 2003, quando o Phillies perdeu para o Atlanta Braves. Em 31 de Março de 2004 o estádio foi implodido. Em 12 de Abril, o primeiro jogo do Phillies no Citizens Bank Park.

## Galeria
- Veterans Stadium na configuração para futebol americano
- Veterans Stadium na configuração para beisebol
- Veterans Stadium como parte do South Philadelphia Sports Complex em 1973